# Omer Goldstein
Omer Goldstein (עומר גולדשטיין; Misgav, 13 agosto 1996) è un ciclista su strada israeliano che corre per la squadra dilettantistica cinese Kung Cycling Team; è professionista dal 2018.

## Palmarès

### Strada
- 2013 (Juniores, una vittoria)

Campionati israeliani, Prova in linea Junior
- 2018 (Israel Cycling Academy, una vittoria)

Campionati israeliani, Prova a cronometro
- 2020 (Israel Start-Up Nation, una vittoria)

Campionati israeliani, Prova in linea
- 2021 (Israel Start-Up Nation, una vittoria)

Campionati israeliani, Prova a cronometro
- 2022 (Israel - Premier Tech, una vittoria)

Campionati israeliani, Prova a cronometro

## Piazzamenti

### Grandi Giri
- Tour de France

2021: 122º
- Vuelta a España

2020: 106º
2022: 62º

### Classiche monumento
- Milano-Sanremo

2022: 48º
- Liegi-Bastogne-Liegi

2020: ritirato
2021: 101º
2022: ritirato
- Giro di Lombardia

2018: ritirato
2019: ritirato
2020: fuori tempo massimo
2021: ritirato

### Competizioni mondiali
- Campionati mondiali

Toscana 2013 - In linea Junior: ritirato
Richmond 2015 - In linea Under-23: ritirato
Doha 2016 - In linea Under-23: ritirato
Bergen 2017 - Cronometro Under-23: 50º
Bergen 2017 - In linea Under-23: ritirato
Innsbruck 2018 - In linea Under-23: ritirato

### Competizioni europee
- Campionati europei

Tartu 2015 - In linea Under-23: ritirato
Plumelec 2016 - Cronometro Under-23: 29º
Plumelec 2016 - In linea Under-23: 89º
Zlín 2018 - Cronometro Under-23: 38º
Zlín 2018 - In linea Under-23: 47º
Trento 2021 - Cronometro Elite: 30º
Trento 2021 - In linea Elite: ritirato
Drenthe 2023 - In linea Elite: 21º